# Iida Jumpei
Iida Jumpei (japánul: 飯 田 淳 平) (Odavara/Kanagava prefektúra, 1981. augusztus 14. –) japán nemzetközi  labdarúgó-játékvezető. Polgári foglalkozása középiskolai tanár.

## Pályafutása

### Nemzeti játékvezetés
A játékvezetői vizsgát 1997-ben középiskolai évei alatt tette le. Nemzeti labdarúgó-szövetségének megfelelő játékvezető bizottságai minősítése alapján jutott magasabb osztályokba. 2007-től a J. League Division 1 játékvezetője.  2009-ben a Tokyo Verdy – Sagan Tosu bajnoki mérkőzésen Japán gyorsasági rekorddal, a 9. másodpercben piros lapot mutatott Tomo Sugawara középpályás labdarúgónak. A küldési gyakorlat szerint rendszeres 4. bírói, illetve alapvonalbírói szolgálatot is végzett. Első ligás mérkőzéseinek száma: 111 (2015. július 29.).

### Nemzetközi játékvezetés
A Japán labdarúgó-szövetség Játékvezető Bizottsága (JB) terjesztette fel nemzetközi játékvezetőnek, a Nemzetközi Labdarúgó-szövetség (FIFA) 2011-től tartja nyilván bírói keretében. A FIFA JB központi nyelvei közül a angolt beszéli. Több nemzetek közötti válogatott, valamint  az EAFF bajnokságban, az AFC Bajnokcsapatok Ligája és az AFC Cup klubmérkőzéseit vezeti, vagy működő társának 4. bíróként segít. Csereprogram keretében Angliában azAngol labdarúgó-szövetség keretében működtetett Barclays Premier League, az Angol labdarúgókupa, valamint az U21-es bajnokságban tevékenykedhetett.

#### Labdarúgó-világbajnokság
A világbajnoki döntőkhöz vezető úton Oroszországba a XXI., a 2018-as labdarúgó-világbajnokságra a FIFA JB játékvezetőként alkalmazta. Selejtező mérkőzéseket az AFC zónában vezetett.

##### 2018-as labdarúgó-világbajnokság

###### Selejtező mérkőzés
| Időpont          | Helyszín               | Mérkőzés típusa          | Mérkőzés               | Eredmény | Nézők száma |
| ---------------- | ---------------------- | ------------------------ | ---------------------- | -------- | ----------- |
| 2015. június 11. | Városi Stadion, Bocaue | előselejtező (H csoport) | Fülöp-szigetek–Bahrein | 2 – 1    | 6000        |

#### Kelet-ázsiai labdarúgó-bajnokság
Dél-Korea az 5., a 2013-as kelet-ázsiai labdarúgó-bajnokságot, Kína a 6., a 2015-ös kelet-ázsiai labdarúgó-bajnokságot rendezte, ahol az AFC JB hivatalnoki szolgálatra vette igénybe.

##### 2013-as kelet-ázsiai labdarúgó-bajnokság
| Időpont           | Helyszín                   | Mérkőzés típusa                   | Mérkőzés                      | Eredmény | Nézők száma |
| ----------------- | -------------------------- | --------------------------------- | ----------------------------- | -------- | ----------- |
| 2012. július 20.  | Leo Palace Stadion, Yona   | előselejtező (1. kőr; 1. csoport) | Makaó–Északi-Mariana-szigetek | 5 – 1    | 150         |
| 2012. július 22.  | Leo Palace Stadion, Yona   | előselejtező (1. kőr; 1. csoport) | Guam–Makaó                    | 3 – 0    | 1000        |
| 2012. december 3. | Mong Kok Stadion, Hongkong | előselejtező (2. kőr; 1. csoport) | Hongkong–Ausztrália           | 0 – 1    | 4160        |
| 2012. december 7. | Központi Stadion, Hongkong | előselejtező (2. kőr; 1. csoport) | Hongkong–Tajvan               | 2 – 0    | 2315        |

##### 2015-ös kelet-ázsiai labdarúgó-bajnokság
| Időpont          | Helyszín                | Mérkőzés típusa                   | Mérkőzés                         | Eredmény |
| ---------------- | ----------------------- | --------------------------------- | -------------------------------- | -------- |
| 2014. július 21. | Nemzeti Stadion, Harmon | előselejtező (1. kőr; 1. csoport) | Mongólia–Északi-Mariana-szigetek | 4 – 0    |
| 2014. július 25. | Nemzeti Stadion, Harmon | előselejtező (1. kőr; 1. csoport) | Guam–Északi-Mariana-szigetek     | 5 – 0    |

#### AFF-bajnokság
A Délkelet-ázsiai (ASEAN) Labdarúgó-szövetség (AFF) támogatásával Szingapúr és Vietnám rendezte a 10., a 2014-es AFF Suzuki Kupa labdarúgó tornát, ahol az AFC JB játékvezetőként alkalmazta.

##### 2014-es AFF Suzuki Kupa

###### Selejtező mérkőzés
| Időpont           | Helyszín                  | Mérkőzés típusa                | Mérkőzés            | Eredmény |
| ----------------- | ------------------------- | ------------------------------ | ------------------- | -------- |
| 2014. október 14. | Nemzeti Stadion, Vientián | előselejtező (csoportmérkőzés) | Mianmar–Kelet-timor | 0 – 0    |
| 2014. október 18. | Nemzeti Stadion, Vientián | előselejtező (csoportmérkőzés) | Kambodzsa–Mianmar   | 0 – 1    |

#### Universiade
2011. évi nyári universiade labdarúgó tornáját a kínai Sencsenben rendezték, ahol a FIFA JB bíróként alkalmazta.

##### 2011. évi nyári universiade
| Időpont             | Helyszín                  | Mérkőzés típusa              | Mérkőzés             | Eredmény |
| ------------------- | ------------------------- | ---------------------------- | -------------------- | -------- |
| 2011. augusztus 11. | Központi Stadion, Sencsen | csoportmérkőzés (B. csoport) | Brazília–Oroszország | 1 – 1    |
| 2011. augusztus 18. | Központi Stadion, Sencsen | egyik nyolcaddöntő           | Olaszország–Brazília | 0 – 1    |
| 2011. augusztus 22. | Központi Stadion, Sencsen | 9. helyért                   | Kanada–Kolumbia      | 1 – 0    |

#### Nemzetközi kupamérkőzések

##### AFC elnök-kupa
Tádzsikisztán, az Ázsiai Labdarúgó-szövetség (AFC) támogatásával rendezte a "feltörekvő országok" részére a 8., a 2012-es AFC elnök-kupa labdarúgó versenyt, ahol az AFC JB bíróként foglalkoztatta.

###### 2012-es AFC elnök-kupa
| Időpont              | Helyszín                  | Mérkőzés típusa              | Mérkőzés                       | Eredmény | Nézők száma |
| -------------------- | ------------------------- | ---------------------------- | ------------------------------ | -------- | ----------- |
| 2012. szeptember 24. | Központi Stadion, Dusanbe | csoportmérkőzés (A. csoport) | FC Dordoi Bishkek–FC Istiklol  | 2 – 0    | 5118        |
| 2012. szeptember 28. | Központi Stadion, Dusanbe | csoportmérkőzés (B. csoport) | Markaz Shabab Al-Am'ari–KRL FC | 5 – 1    | 1782        |